# Atlanta (Illinois)
Atlanta é uma cidade localizada no estado americano de Illinois, no Condado de Logan.

## Demografia
Segundo o censo americano de 2000, a sua população era de 1649 habitantes. 
Em 2006, foi estimada uma população de 1651, um aumento de 2 (0.1%).

## Geografia
De acordo com o United States Census Bureau tem uma área de 
3,3 km², dos quais 3,3 km² cobertos por terra e 0,0 km² cobertos por água.

## Localidades na vizinhança
O diagrama seguinte representa as localidades num raio de 20 km ao redor de Atlanta. 